# 红光镇 (南江县)
红光镇，原为红光乡，是中华人民共和国四川省巴中市南江县下辖的一个乡镇级行政单位。2019年12月，将侯家镇石寨村所属行政区域划归红光镇管辖。

## 行政区划
红光镇下辖以下地区：
沙溪场社区、玉湖社区、青山村、玉堂村、白庙村、海棠村、房岭村、白石村、茨竹村、柏山村、玉白村、花石村、大柿村和黑池村。